# Tivùsat
Tivùsat è una piattaforma radiotelevisiva satellitare gratuita, creata nel 2009 dalla società a responsabilità limitata italiana Tivù, diffusa tramite la flotta satellitare Hot Bird a 13º gradi est di Eutelsat Communications.
Presentata ufficialmente con la conferenza stampa il 22 luglio 2009 e inaugurata il 31, Tivùsat si propone l'obiettivo di rendere accessibile ai domiciliati in Italia, Repubblica di San Marino e Città del Vaticano la programmazione delle emittenti nazionali attraverso la tecnologia satellitare, integrandola solo in minima parte con quella più ampia e già diffusa via satellite dalle principali emittenti internazionali.

## Storia
Tivùsat viene lanciata ufficialmente il 31 luglio 2009 in concomitanza con l'abbandono di Sky da parte dei canali RaiSat. Insieme a questi (e al resto dell'offerta Rai) vengono resi disponibili sin da subito alcuni canali Mediaset. Dallo stesso giorno vengono commercializzati i primi decoder certificati.
Nel 2010 viene lanciata la CAM CI Tivùsat per fruire della programmazione criptata anche sui televisiori con tuner satellitare integrato e, inoltre, viene lanciata l'offerta in alta definizione con Rai HD sul canale 101 e i primi decoder HD. L'offerta viene ampliata nel 2013 con l'arrivo di Rai 1, Rai 2 e Rai 3 in HD.
Nel 2014 debuttano le smart card Tivùsat HD, che gradualmente sostituiscono la vecchia tipologia.
Nel 2016 sbarcano sulla piattaforma satellitare i primi canali in definizione 4K, ossia un canale demo Eutelsat e Rai 4K, che debutta in occasione degli europei di calcio. Nel corso dello stesso anno sul digitale terrestre viene lanciato il servizio on demand Tivùon.
Nel 2017 la Rai completa la propria offerta di canali in alta definizione sulla piattaforma e contemporaneamente viene implementata sui nuovi decoder la funzione EasyHD, la quale posiziona automaticamente i canali HD al posto dei corrispettivi in definizione standard che si trovano alle prime LCN. Nello stesso anno sbarca Nove HD, primo canale in alta definizione della Discovery sulla piattaforma e vengono commercializzate le nuove CAM CI+ 1.3.
Nel 2018 anche Mediaset lancia la propria offerta HD con Rete 4, Canale 5, Italia 1 e 20. Vengono lanciate le prime app HbbTV e i primi decoder certificati 4K.
Nel 2019 la Discovery amplia la propria offerta in alta definizione su Tivùsat con cinque ulteriori canali mentre Rai 4K inizia a trasmettere un proprio palinsesto lineare. Viene lanciata la nuova CAM CI+ 1.4 con la nuova generazione di smartcard 4K basate su Nagravision Merlin.
Nel 2020 è la volta delle versioni HD di LA7, TV8, Cielo, Paramount Network e TV2000, le quali sostituiscono gradualmente le rispettive versioni in definizione standard, e vengono messi in commercio nuovi modelli decoder basati su Nagravision Merlin. Tra fine novembre e inizio dicembre tutti i canali Discovery sono visibili solo su dispositivi HD. Dal 18 dicembre arrivano, nella fascia di numerazione 300, tutte le versioni regionali di Rai 3 insieme a una massiccia riorganizzazione delle frequenze Rai. Il 28 dicembre vede il passaggio all'MPEG-4 dei tematici Mediaset e di LA7d.
Il 12 gennaio 2021, a completare l'offerta dei canali gratuiti in alta definizione di Discovery, arriva la versione HD di HGTV.
Il 28 febbraio 2021 il servizio Tivùon viene interrotto, questo certificava la piena compatibilità del decoder o della TV con il servizio Tivùon (sia MHP che HbbTV) ed era accessibile tramite il tasto verde del telecomando.
L'11 marzo 2021 vengono aggiunte a Paramount Network HD le versioni in HD di VH1 e Spike del gruppo Viacom.
A partire dal 1º luglio 2021, Super! passa all'MPEG-4, mentre VH1, Spike, Paramount Network e Rete 4 spengono la versione in definizione standard, a cui seguono Italia 1 il 29 ottobre e Canale 5 il 29 dicembre. Per quanto riguarda i canali Rai, lo spegnimento delle versioni in definizione standard dei canali tematici avviene il 14 dicembre 2021, i generalisti spegneranno assieme al DTT. In concomitanza con questo spegnimento, alcuni canali Rai HD sono stati resi completamente o parzialmente in chiaro per compensare l'assenza delle suddette versioni. Sempre nella stesso giorno, approdano sulla piattaforma Virgin Radio TV e Canale 239 HD.
Nel mese di marzo 2022, viene svelata l'esistenza di un Cam in formato USB, che nel corso degli anni successivi avrebbe lo scopo di sostituire le attuali smart card, che richiedono l'uso dell'interfaccia PCMCIA.
Il 23 marzo 2022 viene aggiunta ByoBlu, già presente sul digitale terrestre, al canale 462. 
Il 25 marzo 2022 LA7 spegne la versione in SD e LA7d passa in HD. Inoltre LaC Sat si trasferisce al canale 411.
Il 28 aprile 2022 Al Araby HD lascia la piattaforma, mentre fa il suo ingresso ACI Sport TV HD.
Il 4 maggio 2022 i canali MS Channel e MS Motor TV, causa problemi tecnici, interrompono le trasmissioni satellitari (ritornando più tardi solo su Sky).
Il 14 luglio 2022 tutte le reti tematiche Mediaset (tranne quelle per ragazzi) passano all'HD in anticipo di tre giorni.
Il 21 dicembre 2022 la Rai spegne definitivamente tutti i canali in MPEG-2 e porta la Visual Radio di Radio 2. Nello stesso giorno, Mediaset porta all'HD i suoi canali musicali.
Il 19 maggio 2023 anche le reti tematiche per ragazzi di Mediaset Boing e Cartoonito, passano all'HD.
Il 18 luglio 2023 viene siglata una nuova partnership distributiva  tra DAZN Italia e Tivù srl per portare il canale ZONA DAZN (con il calcio di Serie A) anche sulla piattaforma satellitare tivùsat a partire dalle ore 12 del 9 agosto 2023  .
Nel dicembre 2024 viene resa disponibile gratuitamente a tutti gli utenti della piattaforma la partita di calcio Serie A tra Lazio ed Inter sul canale DAZN 1, per l'occasione trasmesso in modalità free-to-view.

## Diffusione
Tivùsat utilizza la flotta di satelliti Eutelsat Hot Bird, posizionata a 13° Est, la stessa posizione orbitale utilizzata dalla piattaforma a pagamento Sky Italia.
La programmazione di Tivùsat è in chiaro (free to air) o criptata (free to view) a seconda dei canali. Sebbene ricevibile in tutta l'area di copertura dei satelliti Eutelsat Hot Bird, quindi anche al di fuori del territorio nazionale, è legalmente fruibile solo in Italia, nella Città del Vaticano e nella Repubblica di San Marino, poiché talvolta prevede la messa in onda di programmi privi dei necessari diritti di trasmissione all'estero.

## Scopi della piattaforma
Tivùsat rende disponibile via satellite il palinsesto completo di buona parte dei canali televisivi gratuiti degli azionisti di Tivù s.r.l., ossia Rai, Mediaset, Telecom Italia, Associazione TV Locali e Aeranti Corallo. In precedenza non tutto il palinsesto di tali canali era visibile via satellite in quanto, per alcuni programmi, vengono acquistati i diritti di trasmissione solo per l'Italia mentre i satelliti Eutelsat Hot Bird 13° est, utilizzati attualmente da tali società per la diffusione via satellite agli utenti dei propri canali televisivi, coprono un'area molto più ampia dell'Italia. I programmi di cui sono stati acquistati i diritti di trasmissione solo per l'Italia, via satellite vengono quindi criptati per impedirne la visione all'estero.
Uno dei principali obiettivi degli azionisti di Tivù Srl è infatti quello di rendere fruibile via satellite in Italia l'intera offerta gratuita del digitale terrestre italiano in modo da fornire un'alternativa a chi non è coperto del tutto o in parte dal segnale terrestre. Secondo le dichiarazioni dell'allora presidente di Tivù Srl, Luca Balestrieri, Tivùsat è aperta a tutti gli operatori del digitale terrestre.

## Canali televisivi
Di seguito l'elenco dei canali trasmessi sulla piattaforma

### Nazionali e locali

#### In alta definizione
- 1 Rai 1 HD
- 2 Rai 2 HD
- 3 Rai 3 HD[15]
- 4 Rete4 HD
- 5 Canale5 HD
- 6 Italia1 HD
- 7 LA7 HD
- 8 TV8 HD
- 9 Nove HD
- 10 Rai 4 HD
- 11 Iris HD
- 12 La5 HD
- 13 Rai 5 HD
- 14 Rai Movie HD
- 15 Rai Premium HD
- 16 Mediaset Italia2 HD
- 17 Mediaset Extra HD
- 18 TV2000 HD
- 19 cielo
- 20 20Mediaset HD
- 21 Rai Sport HD
- 23 Rai Storia HD
- 24 Rai News 24 HD
- 25 TGCOM24 HD
- 26 Rai Scuola HD
- 27 27Twentyseven HD
- 28 DMAX Italy HD
- 29 LA7d HD
- 31 Realtime Italy HD
- 32 QVC HD
- 33 Focus HD
- 34 Cine34 HD
- 35 Radio Italia TV HD
- 36 RTL 102.5 HD
- 37 RTL 102.5 CALIENTE
- 38 Giallo HD
- 39 TOPcrime HD
- 40 Boing HD
- 41 Cartoonito HD
- 42 Rai Gulp HD
- 43 Rai Yoyo HD
- 50 RDS Social TV
- 51 EQUtv
- 52 ACISPORT TV
- 53 Food Network Italy HD
- 54 Warner TV Italy HD
- 56 HGTV Italy HD
- 57 MotorTrend HD
- 58 Solo Calcio
- 60 wedo Big Stories
- 63 Radio Italia Trend TV HD
- 64 Radio Kiss Kiss Tv
- 65 RADIO ZETA HD
- 66 RADIOFRECCIA HD
- 67 RADIO MONTE CARLO
- 68 VIRGIN RADIO
- 89 Senato
- 308 Rai 3 TGR Südtirol HD
- 412 TELERADIOPACE TV
- 420 People TV
- 444 Horse TV HD
- 445 Padre Pio Tv
- 815 Vatican Media Europa
- 819 VIDEOLINA
- 868 Arte Investimenti

#### In definizione standard (visibili solo con dispositivi HD o 4K)
- 30 wedotv Movies
- 44 Frisbee
- 46 K2
- 47 Super!
- 55 MARCOPOLO
- 61 Juwelo TV
- 202 Rai Radio 2 Visual
- 301 Rai 3 TGR Valle D’Aosta
- 302 Rai 3 TGR Piemonte
- 303 Rai 3 TGR Liguria
- 304 Rai 3 TGR Lombardia
- 305 Rai 3 TGR Veneto
- 306 Rai 3 TGR Trentino Alto Adige Bolzano
- 307 Rai 3 TGR Trentino Alto Adige Trento
- 309 Rai 3 TGR Friuli Venezia Giulia
- 310 Rai 3 TGR Furlanija Julijska Krajina
- 311 Rai 3 TGR Emilia-Romagna
- 312 Rai 3 TGR Toscana
- 313 Rai 3 TGR Marche
- 314 Rai 3 TGR Umbria
- 315 Rai 3 TGR Lazio
- 316 Rai 3 TGR Abruzzo
- 317 Rai 3 TGR Molise
- 318 Rai 3 TGR Campania
- 319 Rai 3 TGR Puglia
- 320 Rai 3 TGR Basilicata
- 321 Rai 3 TGR Calabria
- 322 Rai 3 TGR Sardegna
- 323 Rai 3 TGR Sicilia
- 422 Telecupole
- 454 Parole di Vita
- 524 TRM h24
- 701 UNINETTUNO UNIVERSITY TV
- 832 TVA Vicenza

#### In definizione standard
- 90 Camera Deputati

#### In ultra alta definizione
- 210 Rai 4K

### Internazionali

#### In alta definizione
- 48 Arte HD (francese, tedesco e inglese)
- 69 France 24 HD (in English) (inglese)
- 71 Al Jazeera English HD
- 72 TRT World (inglese)
- 73 NHK World HD (giapponese)
- 75 France 24 HD (en Francais) (francese)
- 77 Al Jazeera (arabo)
- 81 CNBC HD (inglese)
- 83 DAYSTAR HD
- 85 DW English HD (inglese)
- 86 Euronews English HD (inglese)
- 87 CGTN (inglese)
- 88 CGTN Documentary (inglese)
- 91 KBS WORLD (coreano)
- 92 CCTV 4E (cinese)
- 93 e 550 San Marino RTV HD (italiano)

#### In alta definizione (pay TV)
- 250 Padel TV
- 251 eClutch Live
- 252 eClutch Live 2
- 253 GINX
- 254 BIGG TV
- 255 Gametoon
- 256 ESport 24

#### In definizione standard (visibili solo con decoder HD o 4K)
- 49 Mezzo TV (francese)
- 59 EURONEWS ITALIAN SD PAL 1.8 (italiano)
- 70 BBC News Europe (inglese)
- 74 UATV (ucraino)
- 76 Dim TV

#### In definizione standard
- 79 Sonlife
- 82 Bloomberg European TV (inglese)
- 187 CGTN

#### In ultra alta definizione
- 220 Museum 4K (francese e inglese)
- 222 MyZen 4K (francese e inglese)
- 225 TRAVELXP 4K (inglese, francese, tedesco, russo, polacco, ungherese)
- 230 HotBird 4K1 (a volte anche HDR)

## Canali radiofonici

### Nazionali
- 604 Rai Isoradio
- 605 Rai GrParlamento
- 606 Rai Radio 1 Sport
- 607 Rai Radio 3 Classica
- 608 RDS
- 609 DimSuono Roma
- 610 RTL 102.5
- 611 Radio Zeta
- 612 Radio Freccia
- 619 Rai Radio Südtirol
- 620 RADIO ITALIANA s.m.i.
- 621 M DUE O
- 622 CAPITAL
- 623 DEEJAY
- 624 Radio 24[16]
- 625 Discoradio
- 626 R.ONDA D'URTO
- 627 ANNI 60
- 633 Radio Maria
- 634 RADIO MATER
- 635 popolare
- 636 No Name Radio
- 637 Rai Radio Tutta Italiana
- 638 Rai Radio Techete'
- 639 Rai Radio Kids
- 640 Rai Radio Live Napoli
- 641 Rai Radio 1 L'Ora della Venezia Giulia
- 642 Rai Radio Trst A
- 643 Radio Kiss Kiss
- 644 Radio Sportiva

#### Nazionali (ascoltabili solo con dispositivi HD o 4K)
- 601 Rai Radio 1
- 602 Rai Radio 2
- 603 Rai Radio 3
- 613 Radio Gamma Stereo
- 615 Radio 105
- 616 Virgin radio
- 617 Radio R101
- 618 Radio Monte Carlo
- 628 Radio Sintony
- 629 Radio Supersound
- 630 Radio Margherita
- 631 Radio Number One
- 645 RVS-Accendi la Speranza
- 646 Canzoni Napoletane

### Internazionali (ascoltabili solo con dispositivi HD o 4K)
- 656 RFI Francais (francese)
- 661 Swiss Pop (francese)
- 662 Swiss Jazz
- 663 Swiss Classica (italiano)
- 667 DW-FM02
- 669 DW08
- 670 DW09

## Ordinamento dei canali
Su Tivùsat i canali sono posizionati in maniera differente da quella del digitale terrestre. Se da un lato ciò permette di lasciare molte meno posizioni vuote rispetto al digitale terrestre, dall'altro molti editori non pubblicizzano la propria numerazione Tivùsat ma solo quello del digitale terrestre, generando quindi confusione. Inoltre, per figurare in questo elenco, l'editore deve pagare un forfait. È comunque possibile memorizzare tutti i canali di HotBird dopo il numero 1000 tramite sintonizzazione manuale.
Di seguito la struttura della numerazione LCN della piattaforma:
- Nella fascia 0-99 vi sono i principali canali nazionali in alta definizione
- Nella fascia 101-199 si trovano i simulcast dei suddetti canali in definizione standard
- Nella fascia 210-289 sono presenti canali in 4K e pay TV
- La fascia 300-323 è dedicata esclusivamente alle versioni regionali e locali di Rai 3
- Nella fascia 419-519 vi sono alcuni canali regionali
- La fascia 601-699 è, invece, dedicata esclusivamente alle radio nazionali ed europee
- Nella fascia 701-863 sono posizionati canali locali
- Dalla numerazione 1000 in poi vengono salvati tutti i canali che non rientrano nell'offerta di Tivùsat

### EasyHD
Questo sistema, implementato dal 2017, consente di avere i canali in alta definizione posizionati in luogo delle versioni standard nell'elenco dei canali e riguarda solo le già citate fasce 0-100 e 100-199. Non è, però, compatibile con tutti i dispositivi Tivùsat HD. In tempi recenti la necessità di utilizzare tale sistema sta venendo meno, in quanto stanno gradualmente scomparendo i doppioni in definizioni standard dei canali della piattaforma.
Il servizio è stato disattivato nel 2023 e i rimanenti canali in simulcast sono stati spostati nella fascia principale per tutti.

## Servizi interattivi
L'offerta di Tivùsat comprende servizi interattivi in standard HbbTV. Sono disponibili altre applicazioni, ecco le principali:
- tivù la guida (HbbTV): la Guida Elettronica ai programmi (anche detta EPG - Electronic Program Guide) by tivùsat è presente al canale 500 dei TV connessi con tecnologia HbbTV: offre l'elenco completo e dettagliato della programmazione RAI, Mediaset, LA7 e di un mondo di altri canali gratuiti presenti su tivùsat e sul digitale terrestre.
- Rai TV+ (HbbTV): quest'applicazione, accessibile tramite i canali Rai con il tasto freccia su del telecomando, permette di selezionare i canali Rai, di visualizzare la loro guida elettronica dei programmi, la possibilità di cambiare la traccia audio e di guardare alcuni contenuti (il servizio è simile a Mediaset Infinity)
- RaiPlay (HbbTV): quest'applicazione permette di accedere all'omonimo servizio on demand di Rai attraverso il tasto blu del telecomando
- Mediaset Infinity (HbbTV): quest'applicazione permette di accedere all'omonimo servizio on demand di Mediaset attraverso il tasto direzionale Su
- RDS Social TV (HbbTV): quest'applicazione permette di vedere informazioni in diretta (come i testi delle canzoni) e interagire con la radio
- RTL (HbbTV): permette di ascoltare alcune radio del gruppo non trasmesse via satellite

## Programmazione regionale
Riguardo all'offerta regionale Rai, inizialmente essa non è stata disponibile integralmente, fatta eccezione per Rai 3 TGR Friuli Venezia Giulia, diffusa in maniera autonoma 24 ore su 24 dal 13 dicembre 2011 al canale 122 (da dicembre 2020 al canale 309). Sul canale Rai 3 HD vengono trasmessi a rotazione settimanale i TGR delle regioni in cui hanno sede i quattro centri di produzione della Rai (Piemonte, Lombardia, Lazio e Campania) e, in caso di eventi eccezionali, vanno in onda occasionalmente le edizioni del TGR della regione interessata (ad esempio a gennaio 2017, a causa del terremoto in Abruzzo, la Rai ha trasmesso per un mese il TGR Abruzzo su Rai 3 e Rai 3 HD, sospendendo la regolare rotazione delle edizioni regionali). Dal 18 dicembre 2020, in seguito a una riconfigurazione dei transponder Rai, sono state rese disponibili tutte le versioni regionali (compresa la versione locale per l'Alto Adige e quella in lingua slovena per il Friuli-Venezia Giulia) sulla fascia di numerazione dal 301 al 323.
Inizialmente Tivùsat, durante la programmazione regionale, trasmetteva un contenitore musicale per 15 minuti condotto da Dario Salvatori dal titolo Famosi per 15 minuti. Lo stesso programma è stato proposto fino al 12 luglio 2015 anche da Rai 3 HD presente sia sul satellite Eutelsat Hot Bird 13° est, sia sul satellite Astra a 19° est.

## Dotazioni per l'utente
La programmazione dei canali di Tivùsat può essere fruita tramite qualsiasi decoder o CAM compatibili con gli standard DVB-S e Nagravision con una smartcard attiva. Tivù offre, però, una lista di dispositivi certificati per assicurare la piena compatibilità con i suoi servizi (come le applicazioni e la LCN). Questi dispositivi possiedono uno di questi bollini:
- Tivùsat SD: certifica i decoder in grado di ricevere i segnali DVB-S e MPEG-2 per i canali in definizione standard. È inoltre presente sulle CAM CI, anche se con queste è possibile sfruttare la programmazione con definizioni più alte. Dal 2019 le CAM e i decoder con tale certificatìzione non sono più prodotti, tuttavia le smart card legate a questi dispositivi sono ancora utilizzabili.
- Tivùsat HD ready: certifica i televisori che, in coppia con una CAM, sono in grado di ricevere i segnali DVB-S2 e MPEG-4 per i canali in alta definizione. Per questo bollino esiste l'estensione UHD[17] che accompagna i TV in grado anche di ricevere segnali HEVC e schermo in 4K per accedere alla programmazione in tale risoluzione.
- Tivùsat HD: certifica i decoder che possono ricevere i segnali DVB-S2 e MPEG-4 per i canali in alta definizione. È inoltre presente sulle CAM CI+ 1.3. Dal 2019 viene usato anche per le TV HD.
- Tivùsat HD Classic: usato dal 2020, certifica i decoder in grado ricevere i segnali DVB-S2 e MPEG-4 o HEVC per i canali in alta definizione che utilizzano la nuova codifica Merlin.
- Tivùsat 4K: certifica i decoder che possono ricevere i segnali DVB-S2 e HEVC per i canali in 4K. È inoltre presente sulle CAM CI+ 1.4. Dal 2019 viene usato anche per le TV 4K.

Tutti questi bollini certificano la compatibilità con la LCN Tivùsat (la funzionalità EasyHD non dipende dal bollino).
- Lativù: certifica la piena compatibilità della TV con DVB-T2, DVB-S2, HEVC, HbbTV. Comprende anche le certificazioni Tivùsat 4K[18] o HD a seconda del tipo di schermo.
- Lativù 4K: certifica la piena compatibilità della TV con DVB-T2, DVB-S2, HEVC, HbbTV e la protezione ECP. Comprende anche la certificazione Tivùsat 4K.

## Codifica del segnale
Il sistema di accesso condizionato scelto per Tivùsat è il Nagravision nelle sue versioni Tiger e Merlin. Non è possibile quindi fruire della programmazione di Tivùsat con decoder Sky Italia e viceversa. Per i canali in comune tra le due piattaforme, viene infatti usata la tecnica della doppia codifica.
La decodifica del segnale viene eseguita, in combinazione con un dispositivo certificato, da una Smart Card.
La codifica può essere effettuata dall'emittente o da Tivù stessa. È l'editore del canale a scegliere se essere in chiaro, criptato oppure criptare solo alcune trasmissioni.
Fino all’agosto del 2012, era possibile richiedere una o più smart card Tivùsat dal sito ufficiale della Rai. A partire da quella data, la Rai, a seguito della sentenza del TAR del Lazio dell’11 luglio 2012 che ha annullato il comma 3 dell’art. 22 del Contratto di Servizio, ha bloccato la distribuzione delle tessere. Da allora, le smart-card si trovano solo all'interno dei decoder o delle CAM certificate. Dal 2022, per coloro che hanno problemi di visione via etere, la Rai offre gratuitamente una tessera che permette la ricezione dei soli canali Rai via satellite, a patto di possedere un impianto satellitare collegato e compatibile.
Non esiste, al momento e per volontà di Sky Italia, un decoder in grado di accedere in contemporanea ai canali a pagamento di Sky e Tivùsat. L'unica eccezione è stata l'XDome HD 1000 NC, decoder con CAS Videoguard integrato e con slot CI in cui era possibile inserire una CAM certificata Tivùsat. Tuttavia, non è possibile sintonizzare frequenze DVB-S2 con configurazione a 50 Mbit/s o più con la CAM inserita, rendendo di fatto inutile questa sua caratteristica.
A partire dal 21 dicembre 2022, Tivù ha attivato un sistema antipirateria che blocca il funzionamento delle card quando vengono inseriti in lettori che eseguono una versione emulata di Nagravision (decoder e CAM non certificati).
A partire dal luglio 2023, i decoder e le CAM con codifica Merlin integrano la possibilità di creare smartcard virtuali per la fruizione dei servizi aggiuntivi a pagamento.
Esistono diverse smartcard marchiate Tivùsat.

### Tivùsat SD - 183D "Tiger"
Queste schede sono state le prime a essere prodotte. Di colore azzurro, permettono la visione di tutti i canali SD e HD dell'offerta, ad eccezione di Mezzo. Sono state vendute con i dispositivi SD, ma anche nei primi dispositivi HD (sia decoder che CAM).
Oltre alla classica versione azzurra, fanno parte di questa categoria anche le schede blu dei moduli centralizzati, le schede arancioni e le schede tricolori.

### Tivùsat HD - 183E "Tiger"
Queste schede sono vendute a partire dal 2014. Sono di colore oro e marchiate Tivùsat HD e permettono la visione di tutti i canali SD e HD dell'offerta, oltre a Rai 4K. Sono state vendute con i dispositivi HD, sia decoder che CAM.
Oltre alla versione classica dorata, fanno parte di questa categoria le schede in edizione limitata 2015 con il logo di DMAX, 2016 (Olimpiadi di Rio) e 2017 (con il logo di Mezzo).

### Tivùsat 4K - 183E "Tiger"
Queste schede sono state introdotte nel 2018. Sono di colore grigio e marchiate Tivùsat 4K. Nonostante condividano lo stesso identificativo con le schede HD, permettono la visione anche di tutti i canali 4K. Sono vendute con i decoder 4K.

### Tivùsat 4K - 1856/187E "Merlin"
Queste schede sono state introdotte nel 2019. Sono di colore nero e marchiate Tivùsat 4K. Adottano la nuova codifica Merlin e vengono vendute con le nuove CAM 4K. Permettono di vedere l'intera offerta e di attivare i servizi a pagamento.

### Tivùsat HD - 1856/187E "Merlin"
In commercio dal 2020, sono di colore verde e marchiate Tivùsat HD. Nonostante condividano gli stessi identificativi delle schede 4K, non permettono la visione dei canali in tale formato. Sono vendute con i nuovi decoder HD. Permettono di attivare i servizi a pagamento.

### Criteri di compatibilità delle smartcard
Le schede con CAID 183D e 183E sono interscambiabili. Ad esempio, inserendo una scheda HD dorata all'interno di un decoder SD sarà possibile aprire il canale Mezzo. Fanno eccezione le schede 183E marchiate 4K, che a causa di differenze hardware funzionano solo con i decoder assieme ai quali sono vendute.
Anche le schede con CAID 1856 e 187E sono interscambiabili. Non vi è però alcun vantaggio.
Le schede Tiger non funzioneranno nei dispositivi Merlin e viceversa.